# Ginnastica ai Giochi della X Olimpiade - Tumbling
L'unica competizione del tumbling dei giochi olimpici si è svolta al Memorial Coliseum di Los Angeles il giorno 10 agosto 1932.

## Risultati
| Pos.    | Atleta          | Nazione     | 1 prova | 2 prova | Totale |
| ------- | --------------- | ----------- | ------- | ------- | ------ |
| Oro     | Rowland Wolfe   | Stati Uniti | 28,3    | 28,4    | 56,7   |
| Argento | Edwin Gross     | Stati Uniti | 27,6    | 28,4    | 56,0   |
| Bronzo  | William Hermann | Stati Uniti | 26,6    | 28,5    | 55,1   |
| 4       | István Pelle    | Ungheria    | 25,4    | 20,9    | 46,3   |